# Toybox Turbos
Toybox Turbos est un jeu vidéo de course et de combat motorisé développé et édité par Codemasters, sorti à partir du 11 novembre 2014 sur PC via Steam et les jours qui suivent sur PlayStation 3 et Xbox 360.

## Système de jeu
Toybox Turbos est un jeu de course et de combat motorisé de type arcade en vue du dessus, avec un gameplay similaire à la série Micro Machines. Le jeu propose trente-cinq véhicules miniatures ainsi que dix-huit circuits atypiques dans des décors enfantins tels que le sol d'une maison, une table de cuisine, une paillasse ou encore un billard,. Le joueur récupère des items et des power-ups sur la piste afin de tirer avec des armes variées sur les adversaires. Le jeu propose intègre six modes de jeu,. Le jeu prend en charge le multijoueur local et en ligne jusqu'à quatre joueurs,.

## Développement
Toybox Turbos est développé par le studio britannique Codemasters.
Le jeu est annoncé le 24 octobre 2014 en tant que suite spirituelle de Micro Machines, une autre série développé par Codemasters bien qu'il ne possède pas les droits de cette licence.
Le studio utilise Ego Engine comme moteur de jeu pour le jeu.
Le jeu sort le 11 novembre 2014 sur PC depuis la plate-forme Steam.
En mai 2018, le jeu devient rétrocompatible sur Xbox One à partir d'une version Xbox 360 aussi bien physique que dématérialisé.
Au cours du mois d'avril 2020, le jeu est offert gratuitement dans le cadre de l'abonnement au Xbox Live Gold du service de jeu en ligne Xbox.

## Accueil
Selon Metacritic, un site d'agrégation de notes, la version PlayStation 3 reçoit des « avis généralement favorables » tandis que les versions PC et Xbox 360 reçoivent des « avis mitigés ou moyens »,, :
- Eurogamer : 7 sur 10[12] (PC)
- GamesRadar+ : 4 sur 5[6] (PlayStation 3)
- CD-Action : 80 sur 100[13] (PC)
- 4Players : 67 sur 100[14],[15] (PC)
- Official Xbox Magazine : 6 sur 10[16] (Xbox 360)
- GamesTM : 6 sur 10[13] (PC)